# Tomasz Stadnicki
Tomasz Stadnicki herbu Szreniawa bez Krzyża (ur. 9 października 1838, zm. w 5 stycznia 1912 we Lwowie) – polski hrabia, ziemianin, przedsiębiorca, poseł do Rady Państwa w Wiedniu.

## Życiorys
Studiował na uniwersytecie w Dorpacie. Ziemianin, właściciel dóbr Sądowa Wisznia. Był członkiem Rad Nadzorczych Banku Hipotecznego we Lwowie (1872–1912) i Kolei Karola Ludwika w Wiedniu (1879–1892). W ocenie Kazimierza Chłędowskiego stanowiska te załatwiła mu jego żona będąca zręczną kobietą, wybornie grywającą w amatorskich teatrach i posiadającą znajomości w kręgach finansjery wiedeńskiej.
Był posłem do austriackiej Rady Państwa VII kadencji (28 września 1885 - 23 stycznia 1891) wybranym w kurii IV (gmin wiejskich) z okręgu nr 20 (Złoczów-Zborów-Olesko-Przemyślany-Gliniany). W parlamencie należał do grona posłów konserwatywnych (podolaków) w Kole Polskim w Wiedniu.
Został pochowany w grobowcu rodzinnym na Cmentarzu Łyczakowskim we Lwowie.

## Życie rodzinne
Urodził się w rodzinie ziemiańskiej. Był synem powstańca listopadowego Juliusza Stadnickiego (1806–1863) i Marii z domu Grabowskiej (1812–1848). Jego braćmi byli ziemianinie Stanisław (ur. 1863) żonaty z Marią Jadwigą, córką Władysława Badeniego (1819–1888) i Jan Nepomucen (1843–1902), żonaty z Józefą Wolk-Łaniewską (1845–1911). Siostrą była Jadwiga Maria (1844–1916) żona Michała Bonieckiego (1842–1909). Ożenił się 8 kwietnia 1866 roku z Konstancją z Jordanów z którą miał syna Stanisława Juliusza (ur. 1867).